# محمد عبلان
محمد عبلان (31 اغسطس 1973) مغني مصري.

## السيرة
بدأ العمل في الوسط الفني منذ عام 2000 من خلال كليبات قصيرة، ومنذ ذلك عرض أول أغنية مصورة له باسم (ليك ناس وناس) والتي عرضت علي قناة روتانا وكانت من إنتاج شركة روتانا.

## أهم أعماله
من أغانيه:
- حبك منسيتوش
- ألف حجة
- هو ده الكلام [2]
- كنت عارف
- بلاش تعمل كدة
- أول قلب
- ليك ناس وناس
- سألتك